# پیچال‌برداری
پیچال‌برداری به فرایند کاهش کارکرد پیچال گوش درونی گفته میشود. میتواند از طریق جراحی و یا شیمیایی انجام شود.  این فرایند ممکن است برای درمان نشانگان منییر انجام شود.